# Трокское княжество
Трокское княжество — удельное княжество в составе Великого княжества Литовского, существовавшее XIV — начале XV веков.

## История
После смерти великого князя литовского Гедимина, его сыновья — Ольгерд и Кейстут договорились поделить между собой власть в Литве. Ольгерд стал великим князем, управляя Вильной и территорией к востоку от неё (современная восточная Аукштайтия и Белоруссии). Кейстут получил западные области (современные Западная Литва, Западная Белоруссия и Польское Подляшье), которые делились на Жемайтию и прочие земли, получившие статус Трокского княжества со столицей в литовской крепости Троки (современный Тракай).
В 1382 году во время Гражданской войны в Великом княжестве Литовском 1381—1384 годов Кейстут, будучи уже великим князем, был схвачен своим племянником Ягайлом и заточён в тюрьме в Кревском замке, где погиб при неясных обстоятельствах (вероятно, был убит). Трокским князем стал Скиргайло — брат нового великого князя Ягайла. Сын Кейстута Витовт, желая вернуть отцовские земли, начал вторую гражданскую войну. Борьба закончилась заключениям Островского договора, по которому Витовт получал Жемайтию, Трокское княжество и становился великим князем литовским как вассал короля польского.
2 октября 1413 года по Городельской унии княжество преобразовывалось в Трокское воеводство, которым отныне управляли воеводы, назначаемые великим князем.

## Территория

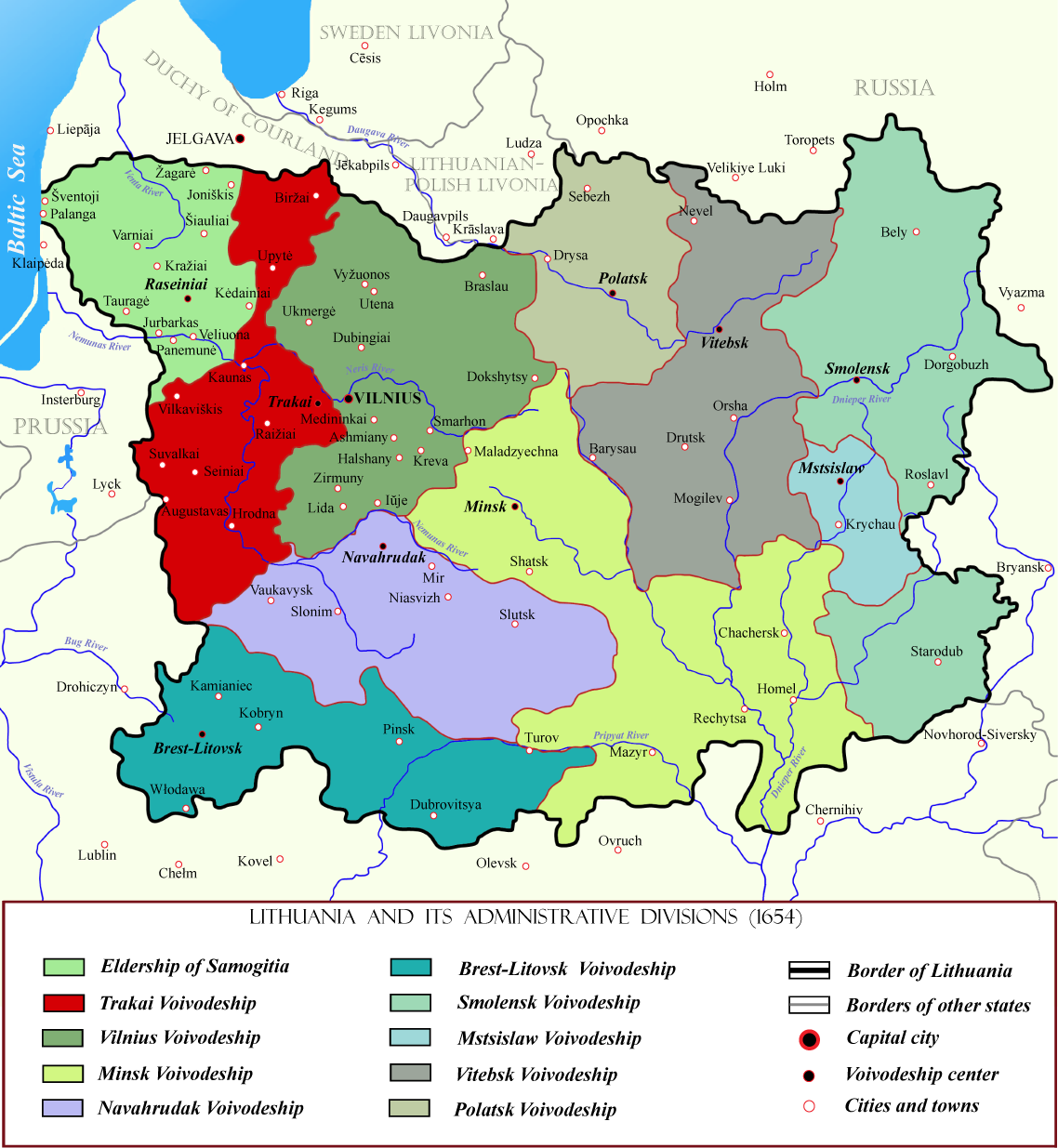
Карта Великого княжества Литовского в XVII веке (Трокское воеводстве отмечено красным).

Примерные границы княжества выглядели следующим образом: от границы с Ливонией на севере до города Кобрынин в Мазовии на юге, и от границы с Жемайтией и Польшей на западе до Виленского княжества на востоке. В состав княжества входили такие города, как Биржи, Упита, Ковно, Гродно, Новогрудок, Августов и Сувалки.

## Список князей
| # | # | Имя       | Портрет | Начало правления | Конец правления |
| - | - | --------- | ------- | ---------------- | --------------- |
|   | 1 | Кейстут   |         | 1337 год         | 1382 год        |
|   | 2 | Скиргайло |         | 1382 год         | 1392 год        |
|   | 3 | Витовт    |         | 1392 год         | 1413 год        |